# Culot d'ergol
Un culot d'ergol, dans le domaine de l'astronautique, est une masse d'ergol encore utilisable pour la propulsion au moment d'une extinction programmée d'un moteur-fusée. 
Le culot d'ergol peut être soit perdu, soit utilisé, par exemple en cas de réallumage.
Le culot d'ergol fait partie des imbrûlés.
Les termes correspondants en anglais sont bottom et base.

## Référence
Droit français : arrêté du 20 février 1995 relatif à la terminologie des sciences et techniques spatiales.